# Virus de la mosaïque de l'avoine
Bymovirus avenae
Espèce
Bymovirus avenae, aussi appelé  virus de la mosaïque de l'avoine (OMV, Oat mosaic virus), est une espèce de phytovirus pathogènes de la famille des Potyviridae.
Ce virus, d'origine tellurique, est apparemment transmis par un champignon du sol, Polymyxa graminis. Il affecte principalement l'avoine cultivée (Avena sativa), mais aussi d'autres espèces du genre Avena. Il se manifeste par l'apparition de panachures en forme de « mosaïque » sur les feuilles des plants infectés, symptômes d'importance variable selon les cultivars et le niveau d'infestation dans le sol. Il peut entraîner des réductions de rendement de l'ordre de 25 à 50 % chez les cultivars sensibles.
Ce virus a été signalé notamment aux États-Unis et au Royaume-Uni.

## Référence biologique
- (en) ICTV : Oat mosaic virus  (consulté le 26 janvier 2021)